# Svaki Pas ima svoj dan (album)
Svaki pas ima svoj dan je bio prvi studijski album El Bahattee-a. Producent albuma je Koolade.

## Popis pjesama
| R. b. | Naslov                   | Gostovanja          | Producenti | Trajanje |
| ----- | ------------------------ | ------------------- | ---------- | -------- |
| 1.    | "Jedna Ljubav"           |                     | Koolade    | 5:21     |
| 2.    | "Noć Pečenih Volova '91" |                     | Koolade    | 4:48     |
| 3.    | "981"                    | Tram 11             | Koolade    | 4:56     |
| 4.    | "Opasno Frustriran"      |                     | Koolade    | 4:32     |
| 5.    | "Osjeti bol"             | Target              | Koolade    | 3:55     |
| 6.    | "Brutalna Braća"         | Nered               | Koolade    | 4:22     |
| 7.    | "Svaki Pas Ima Svoj Dan" |                     | Koolade    | 5:08     |
| 8.    | "Bratstvo I Jedinstvo"   | Alejuandro Buendija | Koolade    | 4:36     |
| 9.    | "Bitno Je..."            | Stupni              | Koolade    | 4:07     |
| 10.   | "Ako Umrem Mlad"         |                     | Koolade    | 3:44     |
| 11.   | "Neka Živim Kako Živim"  |                     | Koolade    | 10:15    |

## Vanjske poveznice
- Album "Svaki Pas ima svoj dan" na YouTubeu